# Roubaix
Roubaix [ʀu.bɛ] je staré průmyslové město na severu Francie, ve francouzské části Flander. Nachází se v těsné blízkosti belgických hranic a spadá do nejlidnatějšího francouzského departementu Nord, který je součástí kraje Hauts-de-France. Jedná se podle počtu obyvatel o třetí největší město kraje, hned po Lille a Amiens. Počtem obyvatel je srovnatelné s Olomoucí nebo Libercem.
Společně s dalšími městy – zejména Tourcoing a Villeneuve d'Ascq – tvoří hustě osídlenou konurbaci kolem města Lille. Tato spádová oblast propojená integrovanou hromadnou dopravou včetně metra s bezpilotní obsluhou, existuje i jako samosprávný celek se zvláštním statusem coby Métropole européenne de Lille. Ta je díký výhodné příhraniční poloze rovněž součástí evropského seskupení pro územní spolupráci Eurométropole Lille–Kortrijk–Tournai, zahrnující konurbaci s více než dvěma miliony obyvatel.
Během průmyslové revoluce a následujících let se Roubaix stalo významným centrem francouzského textilního průmyslu. Počet obyvatel v té době rychle přibýval a s ním rostl i význam města. Množství nově vznikajících továren zejména na konci 19. století se promítlo i do pojmenování města coby „francouzský Manchester“ nebo „města tisíce komínů“. Od konce sedmdesátých let se ovšem rozvinutý textilní průmysl ocitl v hluboké krizi, která měla závažné sociální, ekonomické důsledky, stejně jako významnou ekologickou zátěž.
V roce 2000 město obdrželo label Ville d'art et d'histoire, a to díky úsilí a péči s jakými postupuje při správě, obnově a interpretaci bohatého architektonického dědictví průmyslové éry.
Město je rovněž známé dojezdem jednorázového cyklistického závodu Paříž - Roubaix.

## Geografie
Sousedí s obcemi Tourcoing, Wattrelos, Leers, Lys-lez-Lannoy, Hem a Croix. Leží 213 kilometrů od Paříže, se kterou jej pojí vysokorychlostní trať TGV.

## Obyvatelstvo
Roubaix je velice multikulturní město. Obyvatelé města jsou označováni jako Roubežané, ve francouzštině jako Roubaisiens [ʀu.bɛ.zjɛ̃ ] a místní pikardské nářečí jako Roubégnos nebo Roubaignos [ʀu.bɛ.njo.].

### Vývoj počtu obyvatel
Počet obyvatel